# Clàssics Moderns
Clàssics Moderns és una col·lecció de traduccions al català d'obres literàries, preferentment de narrativa. Durant els anys 1985-1993 va ser publicada per Edhasa, i dirigida pel poeta i assagista Francesc Parcerisas. La finalitat de Parcerisas, amb la col·lecció, era la d'omplir les llacunes de la literatura moderna que els lectors en català encara no tenien al seu abast, enllaçant així amb les col·leccions de la Biblioteca Popular de l'Avenç, la Biblioteca Universal, d'Editorial Catalana, i A Tot Vent, d'editorial Proa, que prenia com a models. Posteriorment va ser publicada per Edicions Proa. El catàleg inclou sobretot escriptors europeus, en especial de la tradició anglosaxona, entre els quals destaquen Jane Austen, Robert Louis Stevenson, Katherine Mansfield, James Joyce, Virginia Woolf i Ray Bradbury. Un dels trets remarcables de la col·lecció és la seva presentació formal, especialment acurada. La col·lecció comptà amb traductors de prestigi, com ara Jordi Arbonès, Feliu Formosa i Maria Antònia Oliver.

## Títols de la col·lecció
- Orlando: una biografia, de Virgínia Woolf, traducció de Maria Antònia Oliver. Primera edició: 1985
- Demian, de Herman Hesse, traducció de Feliu Formosa. Primera edició: 1985
- La campana de vidre, de Sylvia Plath, traducció de Josep Miquel Sobrer. Primera edició: 1986
- El colós de Marussi, de Henry Miller, traducció de Jordi Arbonès. Primera edició: 1987
- Les cròniques marcianes, de Ray Bradbury, traducció de Quim Monzó. Primera edició: 1987
- El Castell de Gormenghast, de Mervyn Peake, traducció de Josep Miquel Sobrer. Primera edició: 1988
- Persuasió, de Jane Austen, traducció de Jordi Arbonès. Primera edició: 1988
- Un niu de tórtores, de Katherine Mansfield, traducció de Jordi Julià. Primera edició: 1989
- El capità i l'enemic, de Graham Greene, traducció de Xavier Rello Andreu. Primera edició: 1989
- El jardí dels déus, de Gerald Durrell, traducció Jordi Arbonès. Primera edició: 1989
- Marea minvant, de Robert Louis Stevenson, traducció de Judith Willis i Toni Turull. Primera edició: 1990
- L'immoralista, d'André Gide, traducció de Marta de Bes i Oliva. Primera edició: 1990
- Franny i Zooey, de J.D. Salinger, traducció i pròleg de Jordi Sarsanedas. Primera edició: 1990
- L'Abadia de Northanger, de Jane Austen, en traducció de Jordi Arbonès. Primera edició: 1991